# Drosera menziesii
Drosera menziesii är en sileshårsväxtart som beskrevs av Robert Brown och Dc. Drosera menziesii ingår i släktet sileshår, och familjen sileshårsväxter.
Artens utbredningsområde är:
- Ashmore-Cartieröarna.
- Western Australia.

## Underarter
Arten delas in i följande underarter:
- D. m. basifolia
- D. m. menziesii
- D. m. penicillaris
- D. m. thysanosepala

## Bildgalleri

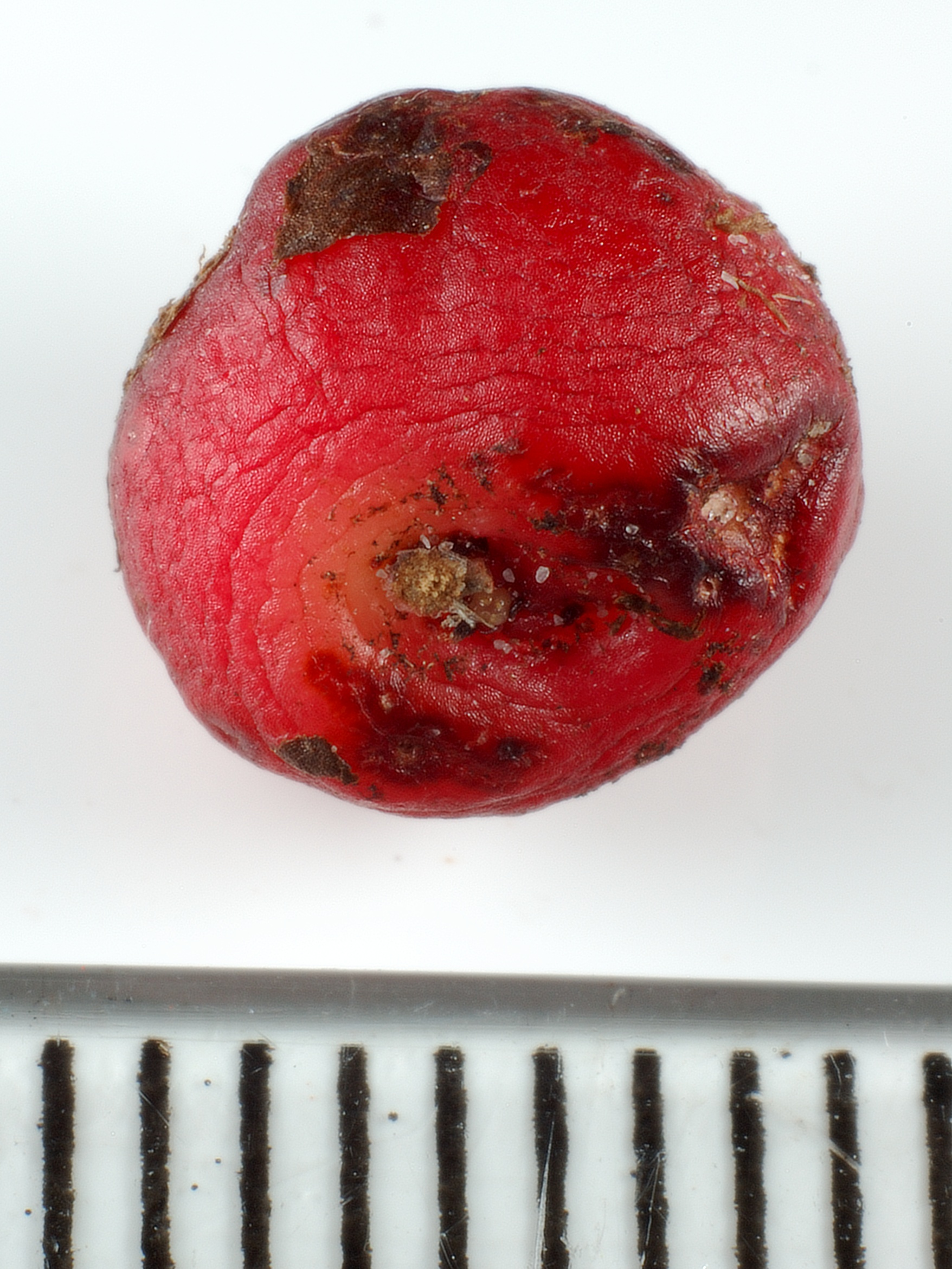
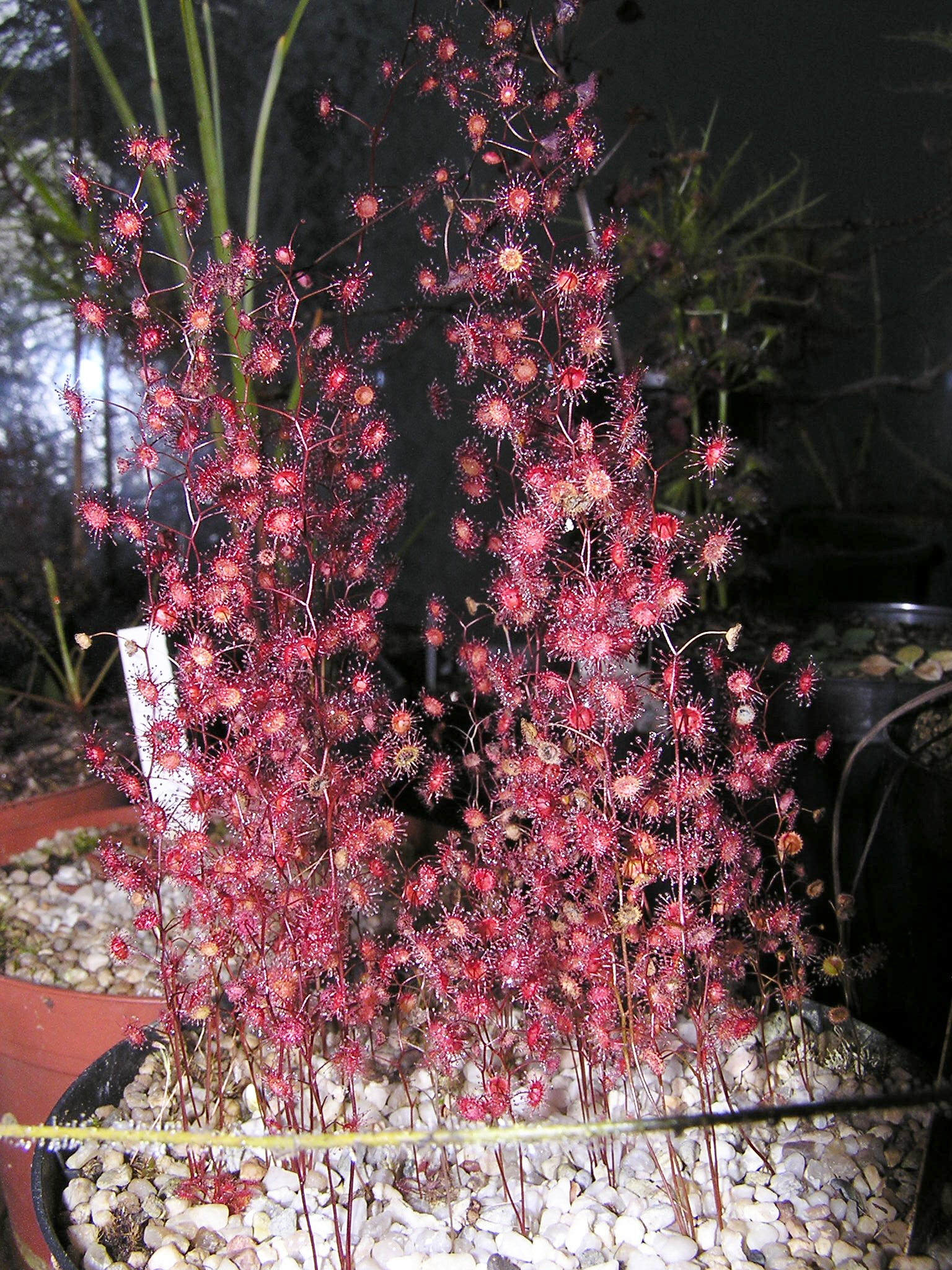
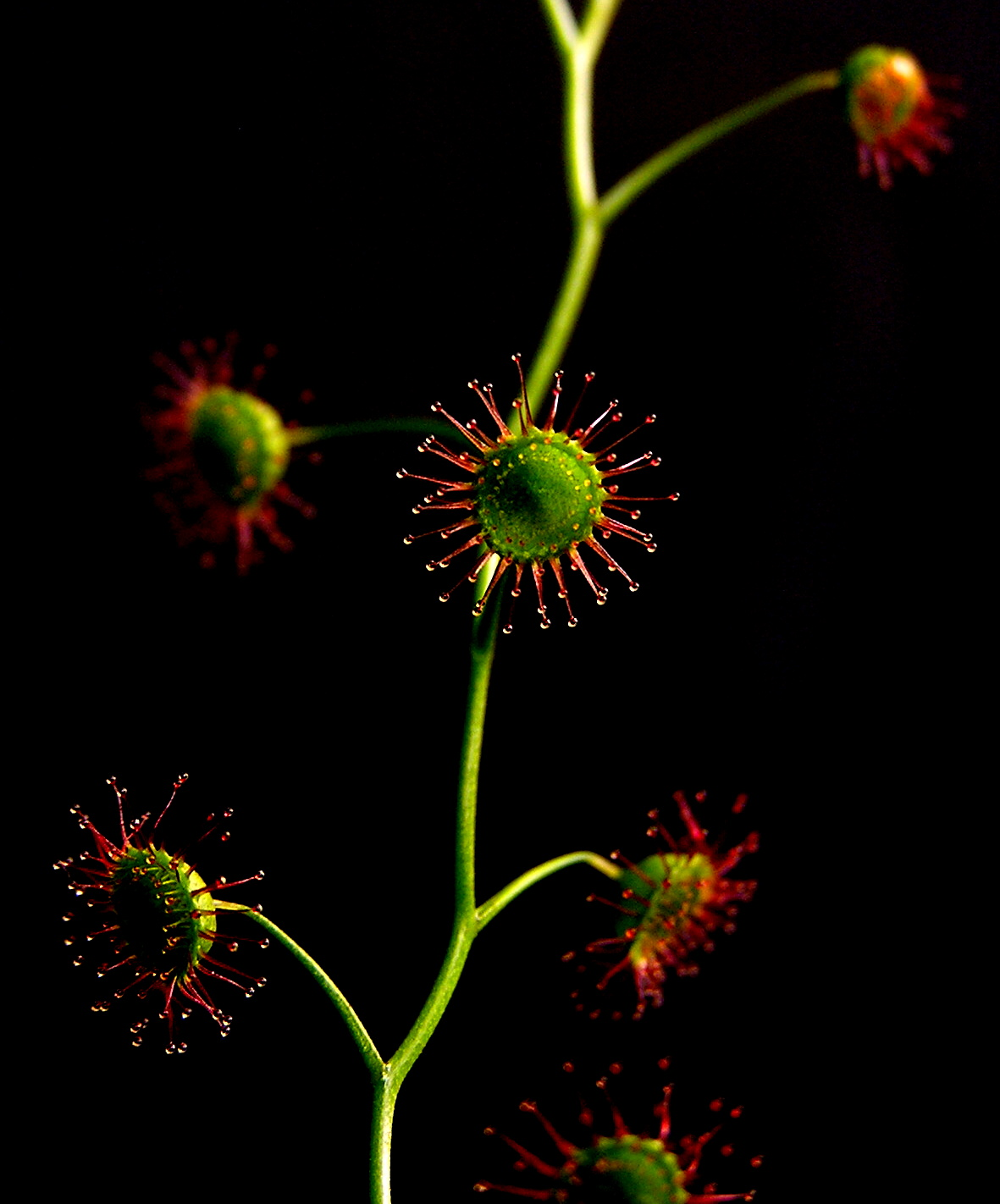
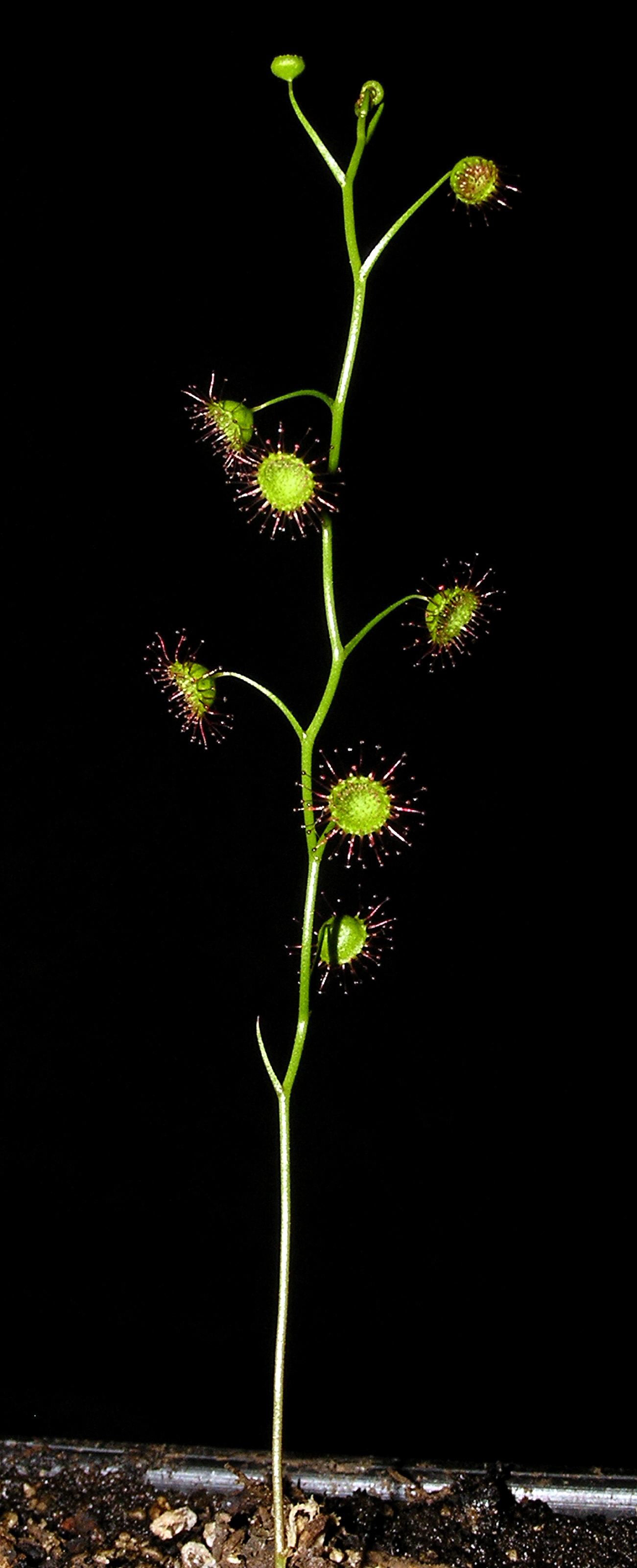
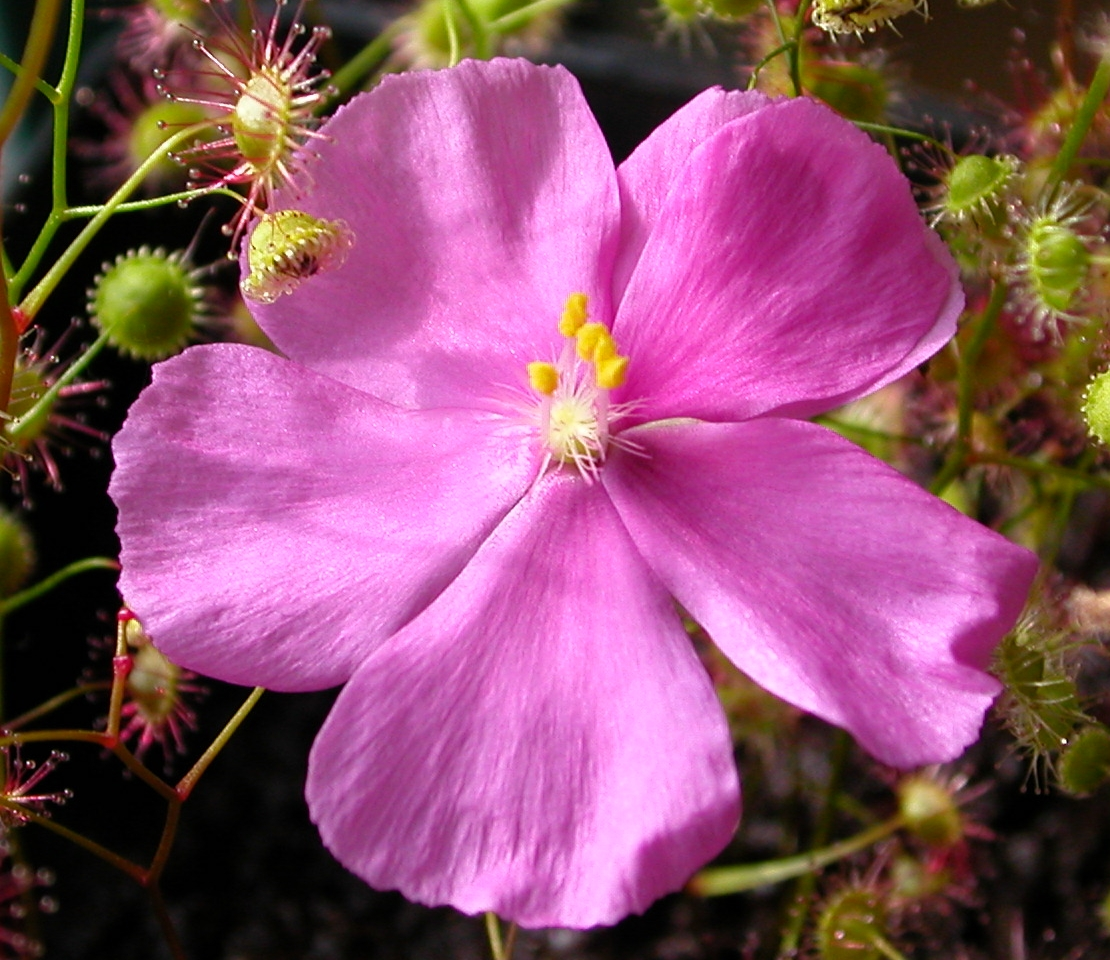
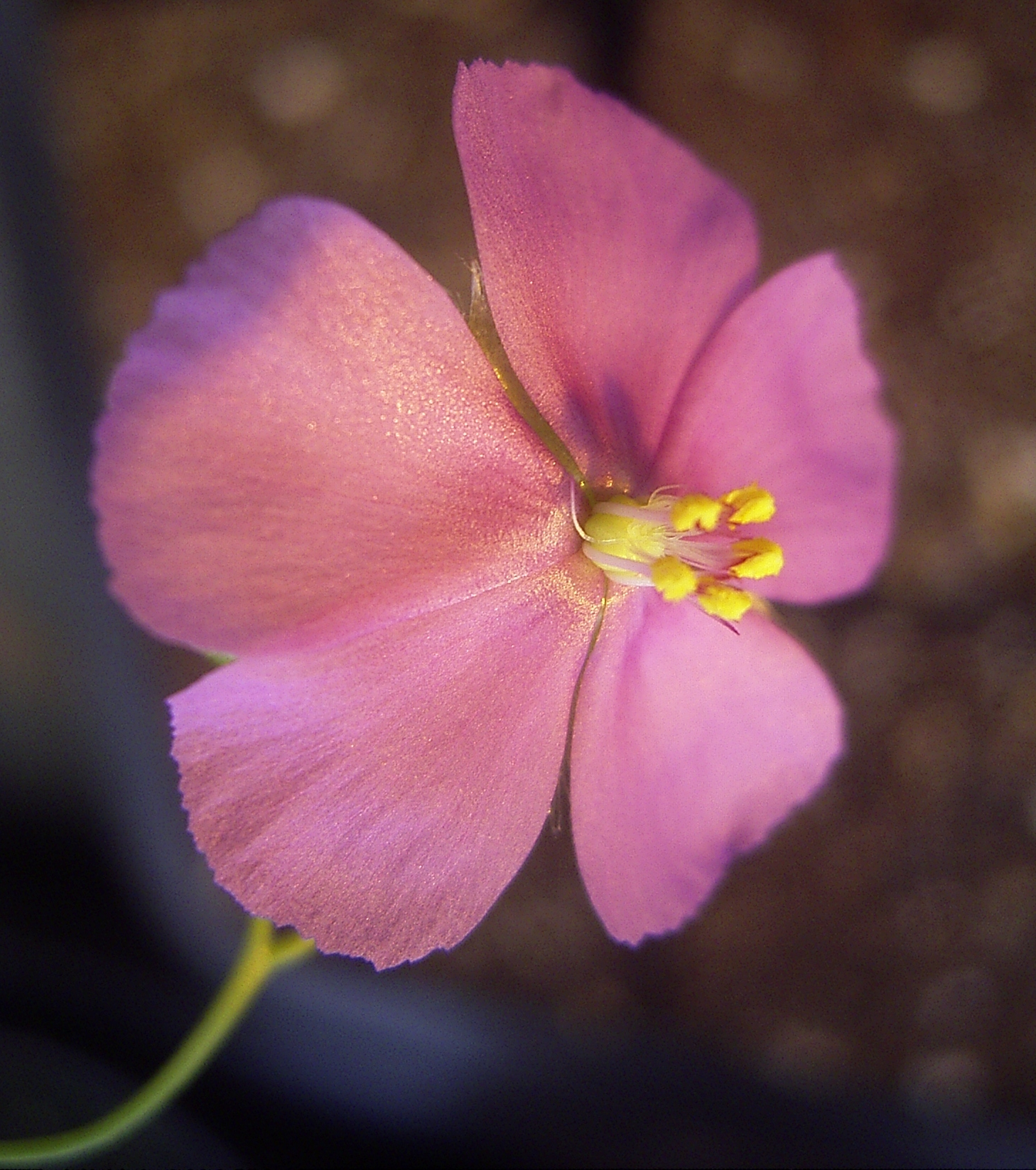